# 三一如三
《三一如三》（英語：3 X 1），是香港電視娛樂旗下ViuTV頻道繼《瑪嘉烈與大衛系列 綠豆》播映後的第二套自家製作電視劇集，ViuTV表示劇集會行實況處境劇路線。本劇集於2016年7月25日首播，逢星期一、二晚上11:00-11:30於ViuTV播出。

## 簡介
故事裡的香港因為經濟環境轉差，導致某些店鋪舖位東主把店舖分為早、午、晚三更，一拆為三。故事主軸正是圍繞三家在同一舖位，但於不同時間營業的店。
故事中「三合一」的店舖包括：
- 「GOGOGO YOGA」 ：瑜珈和健身教室
營業時間：07:00-11:00
店主張經雲（King）和陳珍妮（Jenny）
  - 相關劇情主要環繞感情和兩性關係
  - 第7集起，陳珍妮的開場白：「GOGOGO沒有預支會費、沒有合約，做運動不是為了多做會更加划算，流汗是一種會令人上癮的快感，如果你沒試過，就要來GOGOGO，早來，早流汗。」
  - 第54集，陳珍妮的結語：「運動是為了可以走更遠的路，很多人走著走著會迷失了，找不到應該走哪條路。但是只要不放棄，總會走出一條屬於自己的路。」

- 「二人前」 ：西餐廳
營業時間：12:00-22:00
店主莫志凡，店主兼總廚陳旭平，臨時總廚楊拓也
  - 每張檯只服務一對客人
  - 原實行自由價格制度，直至第28集陳旭平將餐牌內項目重新定價，莫志凡因而推出待用餐計劃
  - 相關劇情主要環繞社會現象和近期時事
  - 第2集起，莫志凡的開場白：「煮食最重要的是時機，因為時間令一切發酵。我們希望每對客人都可以用一頓飯的時間去發酵他們的關係，所以『二人前』堅持每張檯只招待一對客人。」
  - 第34集起，楊拓也因另謀高就而離開「二人前」
  - 第54集，莫志凡的結語：「我一直以為只要擺放足夠的時間，一切便會發酵。但其實，很多東西都要留有一定的距離，才有空間發酵。」

- 「Vincent Cafe」 ：咖啡室
營業時間：00:00-05:00
店主黃美玲，店員兼歌手阿花每晚駐場演唱
  - 相關劇情主要是小人物故事和科幻題材
  - 第1集起，黃美玲的開場白：「如果過去比現在好，為何要迫自己面對現實？這間咖啡店可能是一個安全島，咖啡亦可能是一種安眠藥。如果你晚上睡不著，歡迎你來Vincent Cafe。」
  - 第11集起推出「One Secret，One Coffee」制度，鼓勵客人與店員分享心事
  - 第54集，黃美玲的結語：「一杯熱的咖啡總有冷卻的時候，但那種味道和香氣，就會永遠留在我們的腦海裡。人生中有很多事我們都留不住，但是有一些感覺，就會永遠留在我們的腦海裡。」

## 角色列表
粗體為主演人物

### 「GOGOGO YOGA」主要人物
| 角色            | 演員   | 簡介 | 出場集數                                                                     |
| --------------- | ------ | --- | ---------------------------------------------------------------------------- |
| 張經雲 King     | 陳安立 | 兩位店主之一，健身教練。Jenny之男友，後分手。 28歲，生肖屬龍。 曾與Jennifer發生師生戀，重逢後出軌。 與Jenny分手後暫住到Jennifer家，後離開。 後與Jenny和好，並重開「GOGOGO YOGA」並教授情侶瑜珈。                                                                          | 第2集起                                                                      |
| 陳珍妮 Jenny    | 楊淇   | 兩位店主之一，瑜珈及健康舞教練。King之女友，後分手。 曾任職護膚產品推傳員。現兼營將網購護膚品轉賣予學員。 過去曾與富商石耀文結婚。 與King分手後，離開「GOGOGO YOGA」，關閉團購網站，打算出國。 後回心轉意，與King重開「GOGOGO YOGA」並教授情侶瑜珈。                      | 第3集起                                                                      |
| 李慧娜 Jennifer | 賽麗娜 | King高中時的英文科代課老師。 偷偷與King發展師生戀，二人常交換幸運星傳情。 戀情被校方揭發後不辭而別。 遭現任丈夫暴力對待，但因害怕無法營生而啞忍。 丈夫被殺後與兒子雙雙失蹤。 把昔日定情的幸運星放到「GOGOGO YOGA」門前。 與King重逢後舊情復熾，後分手及重回校園任職教師。 | 第25集、第27集（回憶）、第32集、第42集、第46集、第50集、第54集、特別篇（二） |

### 「二人前」主要人物
| 角色                           | 演員                            | 簡介 | 出場集數                                                       |
| ------------------------------ | ------------------------------- | --- | -------------------------------------------------------------- |
| 莫志凡                         | 游學修                          | 兩位店主之一。負責營運，不懂烹飪。 希望經營一間自由價格的西餐廳。 執著及相信總會有人懂得欣賞好的事物。 會考成績只有13分。輾轉完成副學士及社會科學學士課程。 畢業後打工才發現自己甚麼都不懂，十分挫敗。 辭工到澳洲投入working holiday，從事過餐飲、放狗等工作。 結識陳旭平後因認同對方理念，而儲錢投資二人前。 暗戀陳旭平，拒絕Jolie之表白。後與Jolie面見及道歉，並與Jolie繼續做好朋友。 曾參與及領導保衛菜田村運動。 最後離開「二人前」出國學廚，決意讓自己變得更好。 | 第2集起                                                        |
| 楊拓也 （肥仔） Christian Yang | 楊尚友 （青年） 蔡蔚霖 （童年） | 臨時總廚。 米芝蓮三星食肆大廚。 受行蹤不明的店主兼總廚陳旭平所托而現身救忙。 少年時曾留學美國。 最後因獲引薦與名廚共事而返回美國發展事業。 陳旭平激怒莫志凡後，主動致電莫志凡表示支持。 飾演者本人在現實中是廚師。 | 第2集至第34集、 第37、48集（回憶） 第53集（聲演） 特別篇（二） |
| 陳旭平                         | 徐肇平 （青年） 鄭家傑 （少年） | 兩位店主之一，兼任總廚。 莫志凡之友。 原本在澳洲當廚師。 已替「二人前」付了首幾個月租金。 提出「二人前」每檯只招待兩位客人的規矩。 因撞車而失蹤兩個月。 取消先前讓客人自由定價的收費。 尋找新食材時發現開心農場，對Jolie一見鍾情，但願意讓愛。 秘密與多個潛在投資者會面，欲擴充「二人前」。 激怒莫志凡後才發現不捨得對方離開。 期待莫志凡歸來「二人前」。 飾演者本人在現實中是食譜作家。                                                                              | 第24集（圖片）、 第28集起正式出場                              |
| Jolie                          | 袁澧林                          | 農青，平時愛耕田種有機菜。 曾是平凡OL，參與過保衛菜田村運動後受啟發，與姐姐一同經營開心農場。 頂替因事缺席的姐姐參加table for 8。 早在菜田村運動認識莫志凡，重遇後被其風趣開朗吸引，主動追求他。 除夕前夜向莫志凡表白但被拒絕。 與莫志凡繼續做好朋友。 | 第26集起                                                       |

### 「Vincent Cafe」主要人物
| 角色           | 演員                              | 簡介 | 出場集數                                                |
| -------------- | --------------------------------- | --- | ------------------------------------------------------- |
| 黃美玲         | 溫碧霞 （中年） 黃心美 （青年）   | 店主。黃花之養母兼繼母。 年輕時是金牌經理人，一手發掘巨星Frankie及拔等。 曾與Frankie發展成情侶並懷有身孕，後流產。 Frankie去世後，埋怨占士沒有好好照顧他，但仍肯收養其遺女。 與樂發展成情侶，後分手。 | 第1集起                                                 |
| 張花/黃花      | 李靖筠 （青年） 溫家晴 （小時候） | 23歲，學生。兼職店員兼駐場歌手。 黃美玲之養女，稱黃美玲為「黃小姐」。 實為Frankie與歌迷楊麗盈遺下的私生女。 對黃美玲與樂發展成情侶感不滿，並懷疑樂另有目的。 曾對黃美玲不積極支持自己發展音樂事業感不滿，直至明白自己身世。 | 第1集起                                                 |
| 許家樂 （樂）  | 周國賢                            | 獨立音樂人，結他老師。 早與花在獨立音樂節認識，是她「半個老師」。 在「Vincent Cafe」演唱《Can't Take My Eyes Off You》，後成為駐場演唱歌手。 曾與黃美玲發展成戀人，但走紅後冷待黃美玲。 與Simon合組樂隊KetchupMo十五年多，曾自資灌錄唱片。 曾將自資的《海鳥》專輯寄予「皇唱片」，雖獲賞識但簽約不成。 因黃美玲穿針引線而跟占士簽約，並在電視節目《你的好聲音》中獲評審一致讚賞。 在電視直播中聲淚俱下揭露因占士當年竊取其作品，導致隊友Simon自殺身亡。 雖獲中國大陸唱片公司力邀加盟，最後卻推掉合約，重回街頭busking。 最後發短訊給黃美玲就利用她一事道歉。 飾演者本人在現實中是流行歌手。劇中演唱自己作品《Dreamcatcher》、《家鄉的路》、《大躍進》及《路人甲》等。 | 第30集起                                                |
| 占士 （占爺）  | 盧海鵬                            | 名經理人。「皇唱片」高層。 與黃美玲有交情。 因受黃美玲所託而說服Wilson重用Yuki的歌曲。 當年曾質疑黃美玲在科士打解散時取拔捨Danny的決定。 支持成在「Vincent Cafe」舉行獨立音樂會。 受黃美玲所託而與樂簽約。 當年甚欣賞KetchupMo，疑似指使／默許阿祖竊取他們的樣本作品為旗下歌手所用。 遭樂在電視直播中聲淚俱下揭發偷歌事件後受輿論壓力辭職。 當年受黃美玲所託而照顧Frankie。在Frankie去世後，非常內疚及自責，向黃美玲道歉。 | 第1集、第6集、 第21集、第45集、 第47集、第49集、 第51集 |
| 張宗耀 Frankie | 駱振偉                            | 唱片公司力捧偶像紅歌星，與年輕黃美玲發展地下情。 黃美玲懷孕後，應承她錄完最後一張唱片就告別樂壇。 因在電台訪問中表示並未拍拖，激怒黃美玲。 在23年前因吸食毒品身亡，遺下與歌迷楊麗盈所生的女兒。 遺物遭遺產管理人公開拍賣。 | 第30集、第35集、第38集、第41集、第49集、特別篇（二）    |

### 常設角色
| 角色            | 演員                            | 簡介 | 出場集數                                     | 出場 次數 |
| --------------- | ------------------------------- | --- | -------------------------------------------- | --------- |
| 王志拔 （阿拔） | 邵仲衡 （中年） 麥子樂 （青年） | 樂隊「科士打」前結他手，曾出過數張專輯並獲金曲獎。 後單飛作個人發展，曾獲男歌手獎，有情歌王子之稱。 患上嚴重胃疾，須戒酒及咖啡。 後主動與Danny及鍾友見面及道歉，最後和好並一起在「Vincent Cafe」敘舊。 | 第5至6集、 第38集、 特別篇（二）             | 4         |
| 阿龍            | 蘇偉泉 （灰熊）                 | 「和興發」社團成員，輝之下屬，負責社團大小事務。 單戀輝。後聽從莫志凡建議向輝坦白心意（但因輝是異性戀者而被拒）。 曾是香港足球隊足球員，必殺技是「旋風射球」。 因年長及傷患退役後失業，後得輝賞識而加入社團。 在莫志凡轉介下到「GOGOGO YOGA」學瑜珈舒展筋骨。 得Jenny指導練習高空瑜珈後成功改善傷患，二人更交流護膚心得。 飾演者本人在現實中是職業足球員。                                                                                           | 第4集、第15集、 第33集、 特別篇（二）        | 4         |
| 輝哥            | 岑珈其                          | 「和興發」社團話事人之一。 於美國畢業的資訊科技碩士。 發明了「85吹雞」手機應用程式，能方便地集結社團成員進行各種行動，並被社團要求發明「85叫雞」手機召妓應用程式。 不願繼任龍頭老大及而抑鬱及厭食，只吃得下「二人前」的食物。 因三叔接任龍頭老大而痊癒。 欣賞阿龍對足球的長情而讓他加入社團，並支持他繼續踼足球。 | 第4集、第15集、 特別篇（二）                 | 3         |
| 黃智揚          | 梁焯霖                          | 電視台兼職編劇，負責寫關於Cafe的處境劇。 因腦閉塞跑到「Vincent Cafe」找靈感。 電話鈴聲是Supper Moment主唱的《點五步》主題曲〈沙燕之歌〉。 因無法寫好劇本而遷怒於阿花，亂發脾氣。 濫用編劇的能力，將劇中的「Vincent Cafe」弄成倒閉。 特別篇中被陳小娟困在電視劇的時空中，被迫完成製作特輯才能脫身。最後利用健身單車回到現實世界。 飾演者是現實中《三一如三》的剪接師，角色名是《三一如三》的編劇。 角色及故事橋段參考自荷里活電影《何必偏偏玩謝我》。 | 第14集、 特別篇（一）、 特別篇（二）（旁白） | 3         |
| 阿祖            | 陳炳銓                          | 占士同事，娛樂公司「皇唱片」高層。已婚，育有一女。 當初入職時曾希望替香港的流行音樂做點事，後來卻變得唯利是圖。 反對贊助獨立音樂會，主張公司的發展要跟隨潮流走。 後被公司老總委派長駐中國。 安排阿樂參加廣州的《你的好聲音》電視節目。 曾一手執行竊取KetchupMo《海鳥》專輯中作品的計劃，引發法律糾紛。 偷歌引發的糾紛導致KetchupMo成員Simon退出樂隊，最終自殺身亡。                                                                                  | 第21集、第49集、 特別篇（二）                | 3         |
| Danny           | 張松枝 （中年） 呂熙 （青年）   | 樂隊「科士打」前主音兼低音結他手，曾出過數張專輯並獲金曲獎。 認定遭拔與黃美玲聯手背叛而與二人翻臉，並打破金曲獎座。 現為葬禮樂手。 後與拔和好並在「Vincent Cafe」敘舊，並從黃美玲手上接回已修補的獎座。 | 第5至6集                                     | 2         |
| 鍾友            | 魯文傑 （中年） 黃潤成 （青年） | 樂隊「科士打」前鼓手，曾出過數張專輯並獲金曲獎。 現為葬禮樂手。 後與拔和好並在「Vincent Cafe」敘舊。 | 第5至6集                                     | 2         |
| Simon           | 黃曉暉 （Goro 高佬）            | 阿樂昔日的隊友，二人合組樂隊KetchupMo十五年多。 樂隊曾自資出版專輯，並在大小音樂會中演出。 曾寄作品樣本予「皇唱片」並獲賞識，但簽約失敗，歌曲更遭竊取為他人所用。 已婚，育有孩子。因偷歌糾紛而退出樂隊，最終自殺身亡。 飾演者本人在現實中是結他手及歌曲監製。 與飾演戲中隊友阿樂的周國賢在現實中同是樂隊Zarahn成員。 | 第43集、 第49集（回憶）                      | 2         |
| 萍              | 梁雍婷                          | 因替母親取遺留的雨傘，而成為「二人前」的首位客人之一。 楊拓也做的意大利海鮮飯與亡父所煮的味道相似因而感觸。 付款時只付身上僅有的二十元，回家後大哭一場。 最後明白用心製作的食物是無價，並承諾代替父親好好愛母親。 | 第2集、第34集                                | 2         |
| 萍母            | 袁潔齡                          | 「GOGOGO YOGA」學員。 不忍女兒傷心而到「二人前」替其付午餐費。 喜歡食蝦，與萍一起在「二人前」吃飯。 因楊拓也做的菜與亡夫所做的味道相似而感觸。 | 第2集、第34集                                | 2         |
| Jack            | 柯煒林                          | 大學保安。精靈訓練員。 雖因PokeGoGo手機遊戲而與Seiko成為戀人，但因身份懸殊而隱暪自身職業。 直至某日當值時被Seiko撞破，關係破裂。 | 第8集、 特別篇（二）                         | 2         |
| 和尚            | 潘錦豪                          | 黃智揚創作的劇集《蟬修與咖啡》中的角色，是教導黃美玲沖咖啡的師父。 在《花‧和尚》中為花之師兄，與花一起自彈自唱。 飾演者在現實中是《三一如三》的服裝助理。 | 第14集、 特別篇（二）                        | 2         |
| 子俊            | 曹震豪                          | 阿花好友及中學同學。 留學紐西蘭讀設計，一去四年。 單戀瞬希但不想讓她空等四年，謊稱喜歡阿花。 回港後在舊同學聚會上憑歌寄意表白，最後與瞬希成為情侶。 | 第17集、 特別篇（二）                        | 2         |
| 李悅嘉／大胃王  | 李悅瀚                          | 臨時演員。入行十年，志願是成為大家都認識的演員。 在拍攝現場狂吃霞姨派剩的廿多個飯盒，受同儕鼓勵而參加大胃王比賽。 打算用比賽所得獎金與女友結婚，可惜女友先提出分手。 在「二人前」贊助下遠赴日本參加大胃王決賽。 雖然落敗，卻人氣急升，成為最新的熱門YouTuber。 | 第20集、 特別篇（二）                        | 2         |
| Fred            | 葉揚堃                          | 自稱詩人，因與友人玩Truth or Dare敗了而被迫參加table for 8。 出身富有人家，後家道中落。 因欣賞Brenda樂於助人而追求她，後結婚。 出版詩集並送一本給莫志凡，書中感謝妻子對他不離不棄。 | 第26集、第34集                               | 2         |
| Brenda          | 劉清霞                          | 眼角甚高的港女。Table for 8參加者。 與Fred交往及結婚，在Fred家道中落後仍不離不棄。 | 第26集、第34集                               | 2         |
| 依琳／伊琳      | 楊柳青                          | 「GOGOGO YOGA」新學員。 自稱是Jenny昔日校友，二人很快熟落，甚至分享心事。 其實是臥底接近Jenny的娛樂記者。 對騙取Jenny信任感內疚，要求編輯將Jenny的照片打馬賽克。 最後與上司鬧翻，離開公司。 | 第44集、第46集                               | 2         |
| 編輯            | 許耀宗                          | 依琳的上司。 稱讚依琳做得好，能取得Jenny的信任。 答應依琳替Jenny的信片打馬賽克，最後卻出爾反爾。 | 第44集、第46集                               | 2         |

### 其他單元角色
所有名字皆以片尾字幕作準
| 角色                  | 演員 | 簡介 | 出場集數     |
| --------------------- | --- | --- | ------------ |
| Yuki                  | Hey Rachel | 音樂才華極高的少女。已故。 阿花昔日的大學好友和創作伙伴。 曾替電影創作主題曲，但在其去世後被抽起。 飾演者本人為獨立歌手、和音和Acappella樂手。 | 第1集        |
| Wilson                | 羅永昌 | 電影監製。 因Yuki去世而抽起其創作的電影主題曲。 後在占士的說服下，以花和Yuki對唱的形式重用。 | 第1集        |
| 新聞旁述              | 梁雪怡 | | 第1集        |
| 老師                  | Evelvn C | | 第1集        |
| 趙學而 （友情客串）   | 「Vincent Cafe」的熟客。 演員飾演自己。                                                                                   | 第1集 |              |
| 導遊                  | 劉偉基 | 說話帶口音的導遊，其接待的自由行團友全為「富二代」夫婦及情侶。 因自由行團原定光顧的餐廳結業，臨時帶領團友到「二人前」大快朵頤。 | 第2集        |
| 宗國                  | 黃奕晨 | King以前業餘藍球隊隊友。 曾暗戀King及隱晦地表白。 希望以健美姿態拍攝結婚照而找King健身。 疑似對King餘情未了。後返回加拿大籌備婚禮事宜。 | 第3集        |
| 三叔                  | 陳富勝 | 「和興發」成員，負責尖沙咀夜場。 兩年前花了一百萬退出龍頭老大之位。 後因家人被龍綁架而被迫接任龍頭老大。 | 第4集        |
| 山叔                  | 黎彼得 （老年） 何啟華 （青年）                                                                                           | 黃仔之外公。平時長居中國大陸，間中來港探望女兒。 昔日梅花門拳館的大師兄，兼任助教。曾出戰武術省港盃。 單戀小師妹不果。 去年患上腦退化症，病發時不認得人，並使出絕技「隱劍鬼拳」攻擊身旁的人。 | 第7集        |
| 黃仔                  | 何啟華 | 山叔之外孫。 因母親外遊，被迫照顧來港探親的山叔。 多次被山叔出拳擊傷，決意到「GOGOGO YOGA」練出強勁腹肌予以抵擋。 後從山叔口中得知其與小師妹的往事。 | 第7集        |
| 小師妹                | 潘杰玲 | 山叔年輕時之同門師妹。 曾對山叔有好感但沒有發展。 因梅花門拳館面臨倒閉而嫁給南北行少東華少，移居外國。 與山叔不辭而別，只留下一封信。 | 第7集        |
| Seiko                 | 江嘉敏 | 大學助教。精靈訓練員。 因PokeGoGo手機遊戲而與Jack成為戀人，常結伴到「二人前」約會。 在撞破Jack的真實職業後，關係破裂。 | 第8集        |
| 王安群（王師奶）      | 陳安瑩 | 食肆洗碗阿姐。發仔之母。「GOGOGO YOGA」之學員。 透過手機軟件Shake認識華哥而交往，並不只一次借錢予對方。 因發仔揭發有關騙局時被華哥打，與華哥決裂，並刪除Shake。 | 第9集        |
| 程顯華（華哥）        | 楊英偉 | 客貨車司機。 透過手機軟件Shake認識王師奶而交往。 不只一次以共同投資為名，甜言蜜語向王師奶借錢。 送貨到「GOGOGO YOGA」期間遭發仔揭發其騙局，老羞成怒下與發仔打架。 矢口否認有關債項，在其他學員的怒罵聲中離開。                                                                                        | 第9集        |
| 發仔                  | 薛立賢 | 中五學生。王安群之子，母子關係疏離。 喜歡打機。 發現母親被騙錢，在「GOGOGO YOGA」遇見騙徒華哥時打了對方一拳。 事後主動放棄補習，替母親節省金錢，母子關係轉好。 | 第9集        |
| 陳韻怡 Annie          | 張敬仁 | 曾替童年的楊拓也補習了四年。 與楊拓也同月同日生日。 曾住沙田區，先後就讀沙田愛麗絲紀錄中學、香中科理城大學。 楊拓也單戀多年的人，曾承諾若在35歲時仍單身，就當楊拓也的女朋友。 現為財務策劃師，擁有自住物業，認為夢想太老土，在香港追夢太不設實際。                                                    | 第10集       |
| 隱形人                | 煒烈 | 阿豪之父。父子關係惡劣。 過去嗜賭，影響阿豪亦同樣嗜賭。 靠拾紙皮為生。 為替阿豪籌錢還賭債，將自住的房屋租予自由行遊客當宿舍。 無家可歸的晚上會到深宵仍營業的「Vincent Cafe」呆坐休息。 得知阿豪抵押了房屋再借錢後深感絕望，有意自殺。                                                                 | 第11集       |
| 阿豪                  | 周嘉全 | 警察。隱形人之子。 父子關係惡劣，在他人前假裝不認識父親。 非常嗜賭，並不斷向父親索取金錢，後來更抵押父親所住的房屋借錢。 | 第11集       |
| 流浪漢                | 夏麟玉 | 因附近快餐店關門而露宿街頭。 告訴隱形人快餐店因有女子去世而關門，並邀請其一起露宿街頭，但被拒絕。 認為在生時及死後都不會有人知道及理會自己而覺得不需要尊嚴。 | 第11集       |
| Eric                  | 柏天男 | King Sir不舉期間在「GOGOGO YOGA」幫手的學員。 Jenny昔日的同行，曾有一面之緣。 | 第12集       |
| 回春大師              | 陳玉成 | King Sir不舉期間求助的醫師，廢話連篇。 | 第12集       |
| 陳大林                | 吳錦泉 | 立法會候選人，建制派。 對手分別為梁生蠔、方愛國、劉惠晴。 | 第13集       |
| 劉惠晴                | 游蕙禎 | 立法會候選人，本土派。 對手分別為梁生蠔、陳大林、方愛國。 政治主張借鑑自飾演者現實中參選時的政治主張。 飾演者本人在現實中是2016年香港立法會選舉九龍西選區候選人。 飾演者在播出當日當選立法會議員，為當時所屬團體青年新政成功取得議席，但選後因為立法會宣誓風波而喪失議席。 劇中未有交待角色有否當選。 | 第13集       |
| 父                    | 林銘耀 | 剛從警局中將因包圍高官而被捕的兒子保釋出來。 父子在「二人前」因政見分歧而吵架。 認為現在的年青人瘋了。 兒子離開後，不獲「二人前」接待而離去。 | 第13集       |
| 子                    | 陳得永 | 大學生。 因包圍高官而被捕，由父親保釋。 父子在「二人前」因政見分歧而吵架。 認為老一輩是金錢奴隸，並自欺欺人。 為能投票而向父親取回身份證後離去。 | 第13集       |
| 情敵                  | 施淑婷 | 花將黃智揚所創作的故事改編成《花‧和尚》，無厘頭加插的角色。 劇中和尚之女友，大罵花搶其男友。 | 第14集       |
| 峰                    | 陳逸文 | 阿龍昔日在香港足球隊的隊友。 退役後找不到工作，挺而走險當賊。 在阿龍介紹下參加足球友誼賽，勝出後受輝哥賞識而加入社團。 在「GOGOGO YOGA」與阿龍一起學瑜珈。 | 第15集       |
| 谷阿食                | 梁嘉銘 （Ming仔） | 網絡聞名的毒舌食評家，以YouTube短片發佈食評。 | 第16集       |
| 老闆                  | 明德豐 | 谷阿食之老闆，財大氣粗，打算指派谷阿食到大陸開拓新市場。 | 第16集       |
| 谷女友                | 馮海銳 | 谷阿食之女友，要求谷阿食留在香港發展。 | 第16集       |
| 李舜希                | 楊偲泳 | 阿花好友及中學同學，單戀子俊。 志願是飛機修理員。 現為機器維修師傅，並替「Vincent Cafe」修理咖啡機。 在子俊留學前向其表白被拒。子俊回港後一直避而不見。 最後接受子俊表白，二人成為情侶。 | 第17集       |
| 阿輝                  | 謝志豪 | 流浪畫家，靠在街口擺檔售賣自製明信片為生。 與突然出現的狗狗一仔成為伙伴。夢想在儲夠錢後與一仔環遊世界。 劉太太接走一仔後不再出現。 後到「二人前」悼念離世的一仔。 | 第18集       |
| Leonardo              | 一仔 | 突然出現的流浪狗狗，黏著輝不願離開。 可愛樣子吸引不少目光，帶動了明信片的銷量。 原為名媛劉太太走失了的名種狗Leonardo。 被劉太太接走，最後去世。 | 第18集       |
| 劉太太                | 張詠榆 | 名媛。狗狗Leonardo原來的主人。 Leonardo走失多日後貼街招尋狗，懸賞20萬元。 但發現Leonardo時只願意付5000元給阿輝。 對阿輝冷嘲熱諷後，接走Leonardo。 | 第18集       |
| Leo                   | 唐曉楓 | 健身教練。曾任職剛倒閉的C字頭健身中心。 曾是King的朋友，因Jenny需往三藩市接受瑜伽訓練而臨時聘請的代課導師。 從King手上得到「GOGOGO YOGA」的學員資料後遊說她們訂購健身單車。 成功騙取眾學員的訂金後失蹤，音訊全無。                                                                                    | 第19集       |
| Ken                   | 葉朗鉦 | 健身教練。懂得「震波」。 Jenny原先聘請的代課導師，臨時因車禍入院而不能到職。 | 第19集       |
| 陳太                  | 許玉蓮 | 「GOGOGO YOGA」之學員。其中一位被Leo騙財的受害者。 | 第19集       |
| 嘉                    | 李信希 | 大胃王。 | 第20集       |
| 欣                    | 周霏霏 | 嘉之女友。以短訊與嘉分手。旋即與富貴男友在一起。 | 第20集       |
| 香港主持              | 陳志豪 | 大胃王比賽香港區初賽主持。 | 第20集       |
| 日本主持              | 麥曉彤 | 大胃王比賽日本決賽主持。 | 第20集       |
| 小林真                | 葛展鴻 | 大胃王決賽日本參賽者，爭取衛冕三連冠。 | 第20集       |
| 老總                  | 莫偉文 | 占士和阿祖之老闆。 反對占士支持獨立音樂，認同阿祖向錢看的發展路線。 委派阿祖長駐中國，全力開拓新市場。 | 第21集       |
| 成                    | 劉秉賓 | 獨立音樂表演場地Hidden Agenda的負責人。 致力推動獨立音樂，希望讓更多人聽到本地的聲音。 投入金錢和時間舉辦音樂會，可惜遭場地的業主迫遷。 在占爺幫助下終如期舉行音樂會。 | 第21集       |
| The Bright Lights     | 原定在Hidden Agenda演出的獨立樂隊。 因場地遭業主迫遷，最終改在Vincent Cafe舉行音樂會。 演員飾演自己，演唱歌曲《第一夜》。 | 第21集 |              |
| Karen                 | 徐頴堃 | 警方談判專家，勸導尋死的人回心轉意。 張焯榮之姐，一直擔心弟弟病情，在醫院天台被張嘉華開導。 與康復後的弟弟到「二人前」共晉晚餐。 帶「二人前」的食物到醫院天台悼念張嘉華。 | 第22集       |
| Jerry                 | 楊德智 | Karen之弟，20歲。香港英文大學二年級學生。 因急病需進行換心手術，後移植張嘉華的心臟而痊癒。 康復後與姐姐同到「二人前」吃晚餐。 | 第22集       |
| 張嘉華                | 馬嘉均 | 腦瘤患者，意圖尋死。在Karen勸導下回心轉意。 後開導煩惱中的Karen，更相約要請她在「二人前」吃飯。 因腦出血突然離世，捐出心臟予張倬榮。 | 第22集       |
| 時空旅行者            | 虞逸峯 | 懂得穿越時空的外星人 | 第23集       |
| 同事                  | 陳肇銘 | 莫志凡第一份工的同事 | 第24集       |
| 黃老闆                | 王錦洪 | 莫志凡第一份工的上司 | 第24集       |
| Jennifer之夫          | 石永康 | 從事金融業，但合資的公司因金融海潚而倒閉。 生意失敗後性格變得暴躁，常暴力對待妻兒。 遇見King送Jennifer回家，二人發生推撞。 無故被殺，案件仍在調查中。 | 第25集       |
| 明仔                  | 林華朗 | Jennifer之子。 未夠十歲，已遭父親暴力對待。 父親被殺後，與母親雙雙失蹤。 | 第25集       |
| 女學生                | 陳曾寧 | 向校方告發King和Jennifer師生戀的女同學。 | 第25集       |
| Nic                   | 梁斯程 | 莫志凡之友，Perfect Match Speed Dating搞手。 | 第26集       |
| Amy                   | 羅正圓 | 戴眼鏡的OL，表面正常，其實極攻心計。 參加table for 8前已查探了Fred的背景。 | 第26集       |
| Carol                 | 張錦霞 | 熱情自信的胖女人。Table for 8參加者。 | 第26集       |
| Derek                 | 蔡浩洋 | 自稱從事物流業的內向速遞員。Table for 8參加者。 因被Brenda數落而流眼淚。 | 第26集       |
| 陳Eason               | 張嘉麟 | 自稱醫生。Table for 8參加者。 極渴望當醫生而瘋狂，後因多次出入醫院假扮醫生而被補。 | 第26集       |
| 醫生 律師 老師 公務員 | 梁家維 盧卓安 羅瑋賢 邵展鵬                                                                                               | King之豬朋狗友，齊集「Vincent Cafe」聚舊，分享自吹自擂的所謂秘密。 | 第27集       |
| 農民 林生 農民 林太   | 鄭毅邦 陳鳳珍 | 在菜田村經營有機農場，一直是莫志凡選擇的食材供應商。 陳旭平認為其出產的米、蕃茄等不及進口貨而放棄他們，改用另一供應商。 林生林太表示十分明白，還鼓勵「二人前」繼續努力。 後向陳旭平推介自家種植的蒜和薑，並獲得採用。                                                                                 | 第28集       |
| 準新郎 準新娘         | 葉安迪 李慧妍 | 「二人前」之食客，因婚宴問題而吵架。 後在拍結婚照時被莫志凡遇見。 | 第29集       |
| 阿B                   | 劉皓嵐 （劉小華） | 受怪獸阿媽長期壓迫的繁忙兒童，唯一朋友只是毛公仔。 母親見其成績倒退而丟掉毛公仔，作為懲罰。 阿B離家出走，深夜出現於「Vincent Cafe」。 霸氣地邊打鼓邊演唱美國樂隊Green Day的《21 Guns》。 曾於阿樂教授結他的琴行學習小提琴。                                                                           | 第31集       |
| Cathy                 | 鄭家雯 | 網絡平台廣告公司公關。 邀請Jenny做直播廣告。 | 第36集       |
| 男學生                | 梁斯程 | 「GOGOGO YOGA」之學員。 欲替懷孕妻子報讀孕婦瑜珈課程。 | 第36集       |
| 紹恆                  | 李智銳 | 參加開心農場耕種體驗日的團友，名字與Jolie前男友相同。 | 第37集       |
| 團友夫 團友婦         | 蔡玉良 朱珮英 | 參加開心農場耕種體驗日的團友。 | 第37集       |
| 老闆                  | 區軒瑋 | 娛樂公司高層。 青年黃美玲的老闆，勉為其難答應替出道一年的Frankie開演唱會。 | 第38集       |
| Hazel                 | 范彩兒 | Jenny之中學同學。當年約好結婚時找Jenny當伴娘。 認為約定過要算數，即使近年聯絡甚少，也堅持找Jenny當伴娘。 隱瞞丈夫患有不育症。 | 第39集       |
| Sam                   | 胡溢軒 | Hazel之夫。 渴望生兒育女，計劃婚後與Hazel移居英國。 | 第39集       |
| 投資者 何生 祕書      | 黃穎康 王曉韞 | 對「二人前」有興趣的投資者及其祕書，陳旭平瞞着莫志凡與他們會面。 | 第40集       |
| 情侶男 情侶女         | 鄭振翔 甘泳 | 「二人前」之食客。轉贈了兩張動畫電影《你的姓氏》(影射《你的名字。》的門票予莫志凡。 | 第40集       |
| 腐女                  | 崔倩華 劉寧 | 「二人前」之食客，一直在翻閱和討論BL漫畫。 無意中拍到莫志凡替陳旭平整理制服的照片，認為二人「好hehe」。 | 第40集       |
| 何家明 Kevin          | 王慶南 | 美股分析師。 喜歡飲用Pawani咖啡豆煮的豆奶咖啡。 在「Vincent Cafe」與Alice坐同一位置，但一直緣慳一面。 某次黑色暴雨時終於相遇，但此後並無再見。 最後與Alice於同一電台中工作。 | 第41集       |
| 張雅麗 Alice          | 張蔓莎 | 電台天氣報導員。 喜歡飲用Pawani咖啡豆煮的豆奶咖啡。 在「Vincent Cafe」與Kevin坐同一位置，但一直緣慳一面。 某次黑色暴雨時終於相遇，但此後並無再見。 最後與Kevin於同一電台中工作。 | 第41集       |
| King母                | 雪 梨 | 發現丈夫有外遇而離家出走找兒子King商量，打算離婚。 本與Jenny初見面時相處得不錯，但得知她曾離婚後態度大變。 認為Jenny配不上自己的兒子，鼓勵King另覓結婚對象。 最後在King安撫下離港回家。 飾演者本人現實中的女兒徐頴堃亦曾參與本劇演出，兩人並無對手戲。                                                | 第42集       |
| 阿良                  | 陳子豐 | 依琳之男朋友。 拍拖十二年，曾替依琳交大學學費。依琳最終離開他。 | 第44集       |
| 阿忠                  | 盧勁成 | 日常駕車載依琳出入採訪的同事。 深知依琳心意。依琳最終選擇跟他一起。 | 第44集       |
| 電台主持              | 王焯南 | 在節目中訪問阿樂。 | 第47集       |
| 評審                  | 戴偉 梁栢堅 何家傑 | 廣州電視台音樂比賽節目《你的好聲音》的評審。 一致讚賞樂的演出，分別以蹩腳普通話訪問樂。 | 第49集       |
| 楊麗盈                | 陳詠鈺 | Frankie之女歌迷，與其偷情，並誕下一女。 兩個月後，與Frankie吸食毒品後送院，雙雙去世。 | 第49集       |
| 石耀文                | 林溢鋒 | 億萬富豪。Jenny之前夫，兩人育有一子。 出身富有人家，婚前要求Jenny簽訂婚姻保密協議。 離婚後向Jenny提出補償，但被拒絕。 醜聞曝光後，致電向Jenny問候及道歉。 | 第50集       |
| 律師                  | 李名豐 | 石耀文之律師。 向Jenny講解及處理婚姻保密協議。 | 第50集       |
| 嬰兒                  | 李均傑 | 石耀文及Jenny之子。 離婚後由石耀文撫養。 | 第50集       |
| 工人                  | 潘梓珊 | 石耀文家之傭人。 因怕石耀文責怪，阻止Jenny外出。 | 第50集       |
| Angelina              | 廖子妤 | 農青，與妹妹Jolie一同經營開心農場。打扮與Jolie相似。 因農場的牛臨盆而缺席table for 8，找妹妹頂上。 Jolie因表白失敗而不適，代替妹妹送貨到「二人前」。 | 第52集       |
| 地產經紀              | 林俊傑 | 當初向Jenny和King Sir推介出租單位的經紀。 | 第53集       |
| 石仔                  | 石俊傑 | 陳旭平新聘請的侍應，代替暫時離開的莫志凡。 | 第54集       |
| 投資者 許生 秘書      | 伍慶華 張詠蘭 | 與陳旭平見面的投資者及秘書。 有意投資「二人前」，但因發展大計中包含限制每枱的進餐時間為一小時，遭陳旭平拒絕合作。 | 第54集       |
| 國內唱片高層          | 常靜敏 | 與阿樂見面洽談合約唱片公司代表。 | 第54集       |
| 地產經紀              | 林榮中 | 當初帶領莫志凡、黃美玲、花、King Sir和Jenny參觀示範單位的經紀。 | 第54集       |
| 奇哥                  | 尤志豪 | 收視專員。 負責調查電視節目收視的專家，卻未能發現都市傳說中那600部收視調查機。 | 特別篇（一） |
| 陳小娟                | 施淑婷 | 《三一如三》助理編審。 替黃智揚改動第14集劇本，救回無故關閉的Vincent Cafe。 特別篇中將智揚困在電視劇的時空中，迫智揚完成製作特輯才能脫身。 飾演者施淑婷曾在第14集飾演劇中劇的情敵。 聲演者陳小娟在現實中是《三一如三》的助理編審。                                                                    | 特別篇（一） |
| 陳小娟                | 陳小娟 （聲演） | 《三一如三》助理編審。 替黃智揚改動第14集劇本，救回無故關閉的Vincent Cafe。 特別篇中將智揚困在電視劇的時空中，迫智揚完成製作特輯才能脫身。 飾演者施淑婷曾在第14集飾演劇中劇的情敵。 聲演者陳小娟在現實中是《三一如三》的助理編審。                                                                    | 特別篇（一） |
| 禮儀小姐              | 陳麗楠 | 偽頒獎典禮上的禮儀小姐 | 特別篇（二） |

## 每集列表
| 集數 | 標題                                  | 播出日期       | 主要店舖/ 故事主軸 | 單元內容                           | 重要轉折                                  | 附註                                                                                     | 編劇          |
| ---- | ------------------------------------- | -------------- | ------------------ | ---------------------------------- | ----------------------------------------- | ---------------------------------------------------------------------------------------- | ------------- |
| 01   | 第一首歌                              | 2016年7月25日  | Vincent Cafe       | 阿花決意實踐好友未完成的音樂夢     |                                           |                                                                                          | 黃智揚        |
| 02   | 自由價格                              | 2016年7月26日  | 二人前             | 莫志凡的社會實驗                   |                                           | King Sir現身本集 黃美玲、阿花現身本集 楊淇主唱的插曲首播                                 | 陳小娟        |
| 03   | 最後一課                              | 2016年8月1日   | GOGOGO YOGA        | King Sir再遇單戀他的同性好友       |                                           |                                                                                          | 黃智揚        |
| 04   | 江湖告急                              | 2016年8月2日   | 二人前             | 阿龍無論如何都撐輝哥               |                                           | 劇中播出楊淇主唱的插曲                                                                   | 黃智揚        |
| 05   | 科士巴打                              | 2016年8月8日   | Vincent Cafe       | 黃美玲重遇昔日力捧的樂隊成員       | 青年黃美玲登場                            | 劇中播出楊淇主唱的插曲                                                                   | 黃智揚        |
| 06   | 科士巴打                              | 2016年8月9日   | Vincent Cafe       | 黃美玲重遇昔日力捧的樂隊成員       | 青年黃美玲登場                            | 劇中播出楊淇主唱的插曲                                                                   | 黃智揚        |
| 07   | 一拳阿伯                              | 2016年8月15日  | GOGOGO YOGA        | 腦退化的山叔來踢館                 |                                           |                                                                                          | 黃智揚        |
| 08   | 精靈訓練員                            | 2016年8月16日  | 二人前             | 風靡全球的電子遊戲與一對男女的愛情 |                                           |                                                                                          | 鄭思源        |
| 09   | 搖一搖                                | 2016年8月22日  | GOGOGO YOGA        | 王師奶與手機軟件Shake上認識的華哥  |                                           |                                                                                          | 黃智揚        |
| 10   | 肥仔的秘密                            | 2016年8月23日  | 二人前             | 肥仔為履行承諾，在限期前尋找舊相識 |                                           | 阿花現身本集                                                                             | 陳小娟        |
| 11   | 隱形人                                | 2016年8月29日  | Vincent Cafe       | 無家可歸中年漢每晚在店內乾坐睡覺   |                                           |                                                                                          | 鄭思源        |
| 12   | 雄風                                  | 2016年8月30日  | GOGOGO YOGA        | King Sir不舉驚魂                   |                                           |                                                                                          | 黃智揚        |
| 13   | 選戰風雲                              | 2016年9月5日   | 二人前             | 立法會選舉日                       |                                           |                                                                                          | 陳小娟        |
| 14   | 何必偏偏玩謝我                        | 2016年9月6日   | Vincent Cafe       | 電視台編劇的奇遇                   |                                           | 取材自同名荷里活電影                                                                     | 黃智揚        |
| 15   | 江湖足球                              | 2016年9月12日  | GOGOGO YOGA        | 阿龍學瑜珈，重拾昔日的足球日子     |                                           | King Sir缺席 莫志凡的聲音於本集出現 楊淇主唱的插曲成為片尾曲                             | 陳小娟        |
| 16   | 谷阿食                                | 2016年9月13日  | 二人前             | 不懂煮食的莫志凡掌廚的一天         |                                           | King Sir現身本集                                                                         | 黃智揚        |
| 17   | 禁區情緣                              | 2016年9月19日  | Vincent Cafe       | 阿花身陷撲塑迷離的三角關係         |                                           |                                                                                          | 黃智揚        |
| 18   | 狗仔飯腳                              | 2016年9月20日  | 二人前             | 一隻「流浪狗」與一個浪人的故事     |                                           | 片尾首次出現ViuTV標誌                                                                    | 黃安培        |
| 19   | 缺口                                  | 2016年9月26日  | GOGOGO YOGA        | King Sir誤信好友，生意、感情現危機 |                                           |                                                                                          | 駱競茵        |
| 20   | 大胃王                                | 2016年9月27日  | 二人前             | 大胃王食窮二人前？                 |                                           | 沒有播出平常的片尾                                                                       | 黃智揚        |
| 21   | 後浪                                  | 2016年10月3日  | Vincent Cafe       | 表演場地被迫遷，獨立音樂何去何從   |                                           |                                                                                          | 黃安培        |
| 22   | 最後晚餐                              | 2016年10月4日  | 二人前             | 談判專家的生命感悟                 |                                           | 沒有播出平常的片尾                                                                       | 陳小娟        |
| 23   | 時空旅行者                            | 2016年10月10日 | Vincent Cafe       | 外星人到訪Vincent Cafe             |                                           |                                                                                          | 羅海兒        |
| 24   | 志凡的過去                            | 2016年10月11日 | 二人前             | 那些年，莫志凡的廢青日子           | 陳旭平聲音和照片首次出現                  | 肥仔缺席 阿花現身本集                                                                    | 陳小娟        |
| 25   | 魔女誘罪                              | 2016年10月17日 | GOGOGO YOGA        | 那些年，King Sir與Miss的師生戀     | Jennifer登場                              | Jenny缺席 沒有播出平常的片尾                                                             | 羅海兒        |
| 26   | Table for Eight                       | 2016年10月18日 | 二人前             | 二人前變身Speed Dating場地         | Jolie登場                                 | 劉浩龍主唱的主題曲首播 片尾播出主題曲                                                    | 陳小娟        |
| 27   | 男人俱樂部                            | 2016年10月24日 | GOGOGO YOGA        | King Sir與四個老友大談「性經」     |                                           | Jenny缺席 主場景是Vincent Cafe 黃美玲、阿花現身本集 出現重遇Jennifer的回憶               | 黎敏樺 黃智揚 |
| 28   | 旭平歸來                              | 2016年10月25日 | 二人前             | 二人前失蹤多時的神秘老闆終現身     | 陳旭平登場                                | 片頭及片尾加上陳旭平 片尾播出主題曲 出現重遇Jolie的回憶                                  | 陳小娟        |
| 29   | 3C Meeting                            | 2016年10月31日 | 二人前             | 二人前股權糾紛？                   |                                           | 片頭沒有陳旭平 King Sir現身本集 沒有播出平常的片尾                                       | 羅海兒        |
| 30   | 結與分                                | 2016年11月1日  | Vincent Cafe       | 情侶求婚派對，觸動黃美玲心事       | 阿樂登場 揭曉誰是阿花的父親               | 沒有播出平常的片尾                                                                       | 黃智揚        |
| 31   | 惡魔的兒子                            | 2016年11月7日  | Vincent Cafe       | 逃避怪獸母親，阿B深宵離家出走      | 揭曉阿花稱母親做黃小姐的原因              | 沒有片頭                                                                                 | 黃智揚        |
| 32   | 失蹤罪                                | 2016年11月8日  | GOGOGO YOGA        | 患病的Jenny無故失蹤                | Jenny發現Jennifer當初送給King的定情幸運星 | 黃美玲、阿花現身本集 劇中播出楊淇主唱的插曲 片尾播出主題曲 部分鏡頭模倣同名荷里活電影    | 羅海兒        |
| 33   | 失蹤罪                                | 2016年11月14日 | GOGOGO YOGA        | 患病的Jenny無故失蹤                | Jenny發現Jennifer當初送給King的定情幸運星 | 黃美玲、阿花現身本集 劇中播出楊淇主唱的插曲 片尾播出主題曲 部分鏡頭模倣同名荷里活電影    | 羅海兒        |
| 34   | 肥仔再見                              | 2016年11月15日 | 二人前             | 肥仔離開二人前                     | 肥仔離開二人前                            | 沒有片頭和片尾 片尾播回肥仔的回憶                                                        | 黎敏樺 黃智揚 |
| 35   | 頭號粉絲                              | 2016年11月21日 | Vincent Cafe       | 巨星Frankie的遺物拍賣              | 黃美玲回憶與Frankie的邂逅                 | 本集起片頭肥仔只餘個人鏡頭，合體畫面只有平凡二人 沒有播出平常的片尾 片尾播出《凌晨時刻》 | 黃智揚        |
| 36   | 低胸瑜珈                              | 2016年11月22日 | GOGOGO YOGA        | Jenny直播行性感，King Sir不滿      |                                           | 莫志凡現身本集 沒有播出平常的片尾                                                        | 石俊傑        |
| 37   | 開心農場                              | 2016年11月28日 | 二人前             | 莫志凡的農場體驗日                 | 陳旭平初遇Jolie                           | 出現肥仔離開前的回憶 沒有播出平常的片尾                                                  | 黎敏樺 石俊傑 |
| 38   | 金牌經理人                            | 2016年11月29日 | Vincent Cafe       | 那些年，黃美玲如何成為金牌經理人   | 阿樂摸了黃美玲的嘴唇                      | 沒有播出平常的片尾                                                                       | 黃智揚 羅海兒 |
| 39   | 舊日的約定                            | 2016年12月5日  | GOGOGO YOGA        | 中同結婚，Jenny拒做伴娘？          | Jenny坦白曾結婚的秘密                     | 沒有片頭                                                                                 | 歐穎瑤 黃智揚 |
| 40   | 三人前                                | 2016年12月6日  | 二人前             | 你愛我，我愛他                     | Jolie發現莫志凡似乎對陳旭平有意           | 沒有播出平常的片尾                                                                       | 黎敏樺 石俊傑 |
| 41   | 平行線                                | 2016年12月12日 | Vincent Cafe       | 向左走，向右走                     |                                           | 片尾播出主題曲                                                                           | 黃智揚        |
| 42   | 家長日                                | 2016年12月13日 | GOGOGO YOGA        | King Sir對Jenny結過婚耿耿於懷      | King Sir母親登場                          |                                                                                          | 羅海兒        |
| 43   | 理想與現實                            | 2016年12月19日 | Vincent Cafe       | 那些年，阿樂的夾Band歲月           | 阿樂吻了黃美玲                            |                                                                                          | 黃智揚        |
| 44   | 舊愛                                  | 2016年12月20日 | GOGOGO YOGA        | Jenny遭跟蹤偷拍                    | Jenny前夫名字曝光                         |                                                                                          | 黃智揚        |
| 45   | 愛河                                  | 2016年12月26日 | Vincent Cafe       | 黃美玲與阿樂在一起                 | 占士答應替阿樂出唱片                      | 陳旭平現身本集                                                                           | 陳小娟        |
| 46   | 曝光                                  | 2016年12月27日 | GOGOGO YOGA        | Jenny曾結婚生子成雜誌頭條          | King Sir與Jenny分手，住進Jennifer家       |                                                                                          | 羅海兒        |
| 47   | 出道                                  | 2017年1月2日   | Vincent Cafe       | 阿樂踏上歌手之路                   | 黃美玲轉介阿樂往廣州發展                  |                                                                                          | 黃智揚        |
| 48   | 除夕夜                                | 2017年1月3日   | 二人前             | Jolie示愛，志凡退避                | 陳旭平讓愛                                |                                                                                          | 黎敏樺 石俊傑 |
| 49   | 真相                                  | 2017年1月9日   | Vincent Cafe       | 阿樂成名，冷待黃美玲               | 阿樂在直播節目中揭露占士偷歌              | 陳旭平現身本集 沒有播出平常的片尾                                                        | 黃智揚 石俊傑 |
| 50   | 最愛                                  | 2017年1月10日  | GOGOGO YOGA        | King Sir發現最愛是誰               | Jenny傾訴隱暪曾結婚的原因                 | 黃美玲現身本集                                                                           | 石俊傑        |
| 51   | 溫室                                  | 2017年1月16日  | Vincent Cafe       | 黃美玲的秘密                       | 揭曉阿花真正身世                          | 陳旭平現身本集 片尾播出主題曲                                                            | 黃智揚        |
| 52   | 獨裁者                                | 2017年1月17日  | 二人前             | 平與凡的初衷？                     | Jolie家姐出現                             | 此集起加上「結局篇」 阿花、King Sir現身本集 片尾播出主題曲                               | 石俊傑 黎敏樺 |
| 53   | 一拆為三                              | 2017年1月23日  | （沒有區分）       | 結局篇（一）                       |                                           | 片尾播出主題曲 沒有區分主要店舖/故事主軸                                                 | 陳小娟        |
| 54   | 三一如三                              | 2017年1月24日  | （沒有區分）       | 結局篇（二）                       |                                           | 大結局 片尾播出主題曲                                                                    | 陳小娟 黃智揚 |
| 55   | 特別篇（一） 智揚的任務               | 2017年1月30日  | （沒有區分）       | 偽製作特輯                         |                                           | 沒有播出主題曲及片頭 沒有播出平常的片尾                                                  | 黃智揚        |
| 56   | 特別篇（二） 偽直播 三一如三 頒獎典禮 | 2017年1月31日  | （沒有區分）       | 偽頒獎典禮                         |                                           | 沒有播出主題曲及片頭 沒有播出平常的片尾                                                  | 黃智揚        |

## 配樂
| 歌名                           | 歌手              | 作曲                   | 作詞                  | 編曲                   | 出現集數                     | 附註                                                                                   |
| 字幕裡列出的歌曲               | 字幕裡列出的歌曲  | 字幕裡列出的歌曲       | 字幕裡列出的歌曲      | 字幕裡列出的歌曲       | 字幕裡列出的歌曲             | 字幕裡列出的歌曲                                                                       |
| ------------------------------ | ----------------- | ---------------------- | --------------------- | ---------------------- | ---------------------------- | -------------------------------------------------------------------------------------- |
| 《Taste of Life》              | --                | 戴偉                   | --                    | 戴偉                   | 第1集起                      | 主題音樂                                                                               |
| 《Taste of Life》              | 劉浩龍            | 戴偉                   | 陳心遙                | 戴偉                   | 第26集起                     | 主題曲                                                                                 |
| 《Taste of Love》              | 楊淇              | 戴偉                   | 劉敬雯                | 戴偉                   | 第2集、第4集、第5集 第15集起 | 第15集起成為片尾曲                                                                     |
| 《傷痕》                       | 呂熙              | LingRyu @ Soul Studios | T-ine @ Soul Studios  | LingRyu @ Soul Studios | 第5集、第36集                | 劇中樂隊科士打歌曲 主唱者同時在劇中飾演科士打的主音                                    |
| 《第一夜》                     | The Bright Lights | Tonyi Ng               | Tonyi Ng feat. 周耀輝 | The Bright Lights      | 第21集                       | 劇中獨立樂隊The Bright Lights的歌曲 主唱者同時在劇中飾演The Bright Lights              |
| 《凌晨時刻》                   | 曾曙曦            | 戴偉                   | 戴偉、曾曙曦          |                        | 第35集                       | 劇中歌手張宗耀Frankie歌曲 主唱者無出現，劇中張宗耀由駱振偉飾演                         |
| 《Dreamcatcher》               | 周國賢            | 周國賢                 | T-ine、龐學謙         | Edward Chiu            | 第43集、第49集、 第54集      | 劇中音樂人阿樂的歌曲 主唱者同時在劇中飾演阿樂 收錄於周國賢《風起》專輯                 |
| 《愛若要這樣徹底》             | 周國賢            | 戴偉                   | 戴偉、T-ine           | 戴偉                   | 第43集、第51集               | 劇中音樂人阿樂的歌曲 主唱者同時在劇中飾演阿樂                                          |
| 其他沒有在字幕列出的歌曲       |                   |                        |                       |                        |                              |                                                                                        |
| 《一個人》                     | Hey Rachel        | Hey Rachel             | Hey Rachel            | Joseph Ho              | 第1集                        | 劇中歌手Yuki替電影創作主題曲 主唱者同時在劇中飾演Yuki 收錄於Hey Rachel《或遠或近》專輯 |
| 《櫻花樹下》                   | 張敬軒            | 伍卓賢                 | 林若寧                | 劉志遠                 | 第8集                        |                                                                                        |
| 《不如不見》                   | 陳奕迅            | 陳小霞                 | 林夕                  |                        | 第10集                       |                                                                                        |
| 《循序漸愛》                   | 曹震豪            | 林俊文                 | 天旋                  | 林俊文                 | 第17集                       | 劇中角色子俊的歌曲 主唱者同時在劇中飾演子俊                                            |
| 《沉重難過的》                 | 李靖筠            | 黃凱逸                 | 黃凱逸                |                        |                              | 劇中角色阿花的歌曲 主唱者同時在劇中飾演阿花                                            |
| 《Can't Take My Eyes Off You》 | 周國賢            |                        |                       |                        | 第30集                       | 劇中音樂人阿樂在派對中表演的歌曲 主唱者同時在劇中飾演阿樂                              |
| 《家鄉的路》                   | 周國賢            |                        |                       |                        |                              | 劇中音樂人阿樂的歌曲 主唱者同時在劇中飾演阿樂                                          |
| 《大躍進》                     | 周國賢            | 周國賢                 | 梁柏堅                |                        |                              | 劇中音樂人阿樂的歌曲 主唱者同時在劇中飾演阿樂                                          |
| 《路人甲》                     | 周國賢            |                        |                       |                        |                              | 劇中音樂人阿樂的歌曲 主唱者同時在劇中飾演阿樂                                          |
| 《Children Song》              | 周國賢            | 周國賢                 | 藍奕邦                |                        | 特別篇（二）                 | 頒獎禮上的表演 與《》編成組曲                                                          |

- 本劇主題曲原是純音樂。由陳心遙作詞、劉浩龍主唱的《Taste of Life》於第26集才開始出現。
- 由主要演員之一楊淇所主唱的《Taste of Love》分別於第2集、第4集及第5集以插曲形式出現，但片尾字幕並無任何標示。直至第15集才正式在片尾字幕列為片尾曲。第26集起在片尾字幕列為「原創歌曲」。

## 特別篇：三一如三 頒獎典禮
第56集特別篇（二）齊集多位演員，以仿香港電影金像獎的形式，重溫過去54集連特別篇（一）的難忘片段。
| 獎項             | 獲獎單位及演員                                                            | 其餘入圍單位和演員                                       | 頒獎嘉賓            |
| ---------------- | ------------------------------------------------------------------------- | -------------------------------------------------------- | ------------------- |
| 最佳動作設計     | 黃美玲 - 輕撫咖啡杯 （第38集 《金牌經理人》                               | Jenny - 低胸瑜珈（第36集 《低胸瑜珈》）                  | King Sir、Jenny     |
| 最佳動作設計     | 黃美玲 - 輕撫咖啡杯 （第38集 《金牌經理人》                               | 阿 龍 - 旋風射球（第15集《江湖足球》）                   | King Sir、Jenny     |
| 最佳動作設計     | 黃美玲 - 輕撫咖啡杯 （第38集 《金牌經理人》                               | 楊拓也 - 引體上升（第29集《3C Meeting》）                | King Sir、Jenny     |
| 最佳動作設計     | 黃美玲 - 輕撫咖啡杯 （第38集 《金牌經理人》                               | 山 叔 - 隱劍鬼拳（第7集《一拳阿伯》）                    | King Sir、Jenny     |
| 最受歡迎單元人物 | 阿 龍 （第4集《江湖告急》、 第15集《江湖足球》、 第33集《失蹤罪》（下）） | Jack（第8集《精靈訓練員》）                              | 陳旭平、楊拓也      |
| 最受歡迎單元人物 | 阿 龍 （第4集《江湖告急》、 第15集《江湖足球》、 第33集《失蹤罪》（下）） | 李悅嘉（第20集《大胃王》）                               | 陳旭平、楊拓也      |
| 最受歡迎單元人物 | 阿 龍 （第4集《江湖告急》、 第15集《江湖足球》、 第33集《失蹤罪》（下）） | Karen（第22集《最後晚餐》）                              | 陳旭平、楊拓也      |
| 最受歡迎單元人物 | 阿 龍 （第4集《江湖告急》、 第15集《江湖足球》、 第33集《失蹤罪》（下）） | 黃智揚（第14集《何必偏偏玩謝我》、特別篇《智揚的任務》） | 陳旭平、楊拓也      |
| 最佳螢幕情侶     | King Sir & Jenny （「GOGOGO YOGA」）                                      | 輝哥 & 阿龍 （第4集《江湖告急》）                        | 莫志凡、Jolie       |
| 最佳螢幕情侶     | King Sir & Jenny （「GOGOGO YOGA」）                                      | 年輕黃美玲 & Frankie （「Vincent Cafe」）                | 莫志凡、Jolie       |
| 最佳螢幕情侶     | King Sir & Jenny （「GOGOGO YOGA」）                                      | 莫志凡 & 楊拓也 （「二人前」）                           | 莫志凡、Jolie       |
| 最佳螢幕情侶     | King Sir & Jenny （「GOGOGO YOGA」）                                      | Jack & Seiko（第8集《精靈訓練員》）                      | 莫志凡、Jolie       |
| 最佳螢幕情侶     | King Sir & Jenny （「GOGOGO YOGA」）                                      | 許家樂 & 黃美玲 （「Vincent Cafe」）                     | 莫志凡、Jolie       |
| 最佳服裝造型     | Jennifer - 黑絲女Miss （第25集《魔女誘罪》）                              | Jolie - 農青女神（第37集《開心農場》）                   | 和尚                |
| 最佳服裝造型     | 黃美玲 - 性感小膊頭 （第38集《金牌經理人》）                              | King媽 - Jet Lock Style（第42集《家長日》）              | 和尚                |
| 最佳服裝造型     | 年輕黃美玲 - 懷舊冇膊頭 （第38集《金牌經理人》）                          | 師父 - 袈裟（第14集《何必偏偏玩謝我》）                  | 和尚                |
| 最佳原創歌曲     | 許家樂《Dreamcatcher》 曲：周國賢 編：Edward Chiu 詞：T-ine、龐學謙       | 劉浩龍《Taste of Life》 曲／編／監：戴偉 詞：陳心遙      | Frankie、年輕黃美玲 |
| 最佳原創歌曲     | 許家樂《Dreamcatcher》 曲：周國賢 編：Edward Chiu 詞：T-ine、龐學謙       | Jenny《Taste of Love》 曲／編／監：戴偉 詞：劉敬雯       | Frankie、年輕黃美玲 |
| 最佳原創歌曲     | 許家樂《Dreamcatcher》 曲：周國賢 編：Edward Chiu 詞：T-ine、龐學謙       | 子俊《循序漸愛》 曲：曹震豪 編／監：林俊文 詞：天旋      | Frankie、年輕黃美玲 |
| 最佳原創歌曲     | 許家樂《Dreamcatcher》 曲：周國賢 編：Edward Chiu 詞：T-ine、龐學謙       | 曾曙曦《凌晨時刻》 曲／編／監：戴偉 詞：戴偉、曾曙曦     | Frankie、年輕黃美玲 |
| 最佳原創歌曲     | 許家樂《Dreamcatcher》 曲：周國賢 編：Edward Chiu 詞：T-ine、龐學謙       | 花《沉重難過的》 曲／詞：黃凱逸                          | Frankie、年輕黃美玲 |
| 最智障情節       | 莫志凡 & Jolie - 美女與野獸 （第37集《開心農場》）                        | 輝哥 - 吊頸抖下氣（第4集《江湖告急》）                   | 許家樂              |
| 最智障情節       | 莫志凡 & Jolie - 美女與野獸 （第37集《開心農場》）                        | 咸濕醫生 - 歡迎致電147（第27集《男人俱樂部》）           | 許家樂              |
| 最智障情節       | 莫志凡 & Jolie - 美女與野獸 （第37集《開心農場》）                        | 陽萎聖手 - 一針見蕉（第12集《雄風》）                    | 許家樂              |
| 最智障情節       | 莫志凡 & Jolie - 美女與野獸 （第37集《開心農場》）                        | 黃智揚 - 轉出攝製隊（特別篇《智揚的任務》）              | 許家樂              |
| 最佳單元故事     | 第8集《精靈訓練員》「二人前」                                             | 第26集《Table for Eight》「二人前」                      | 黃美玲、花          |
| 最佳單元故事     | 第8集《精靈訓練員》「二人前」                                             | 第49集《真相》「Vincent Cafe」                           | 黃美玲、花          |
| 最佳單元故事     | 第8集《精靈訓練員》「二人前」                                             | 第39集《舊日的約定》「GOGOGO YOGA」                      | 黃美玲、花          |
| 最佳單元故事     | 第8集《精靈訓練員》「二人前」                                             | 第14集《何必偏偏玩謝我》「Vincent Cafe」                 | 黃美玲、花          |
| 最感人情節       | 楊拓也 - 肥仔再見 （第34集《肥仔再見》）                                  | Jenny - 我結過婚（第39集《舊日的約定》）                 | 輝哥、阿龍          |
| 最感人情節       | 楊拓也 - 肥仔再見 （第34集《肥仔再見》）                                  | Jack - 還記得櫻花正開（第8集《精靈訓練員》）             | 輝哥、阿龍          |
| 最感人情節       | 楊拓也 - 肥仔再見 （第34集《肥仔再見》）                                  | 花 & 黃美玲 - 你不是我親生（第51集《溫室》）             | 輝哥、阿龍          |
| 最感人情節       | 楊拓也 - 肥仔再見 （第34集《肥仔再見》）                                  | 一仔 & 畫家 - 認火腿不認人（第18集《狗仔飯腳》）         | 輝哥、阿龍          |

## 評價
直至2022年2月，此劇在豆瓣網的評分為7.7分，共有217人評價。

## 軼事
- 2016年8月30日（第12集）及9月27日（第20集）播出的兩集因「技術困難」及「內部協調事故」關係而沒有提供中文字幕，通訊局接到3宗投訴[4]。及後該兩集於2018年及2022年重播時，均正常提供中文字幕。
- 於第47集中，出現了劇中角色「張宗耀」的中文維基百科條目頁面。該頁面並非模擬效果，而是由劇組人員於該集播出前約一個月前在中文維基百科建立，但由於有關條目的內容為完全虛構，因此迅速被管理員發現及移除，並將建立該條目的帳戶永久封禁[5]。

## 外部連結
- ViuTV《三一如三》官方節目重溫（页面存档备份，存于）
- YouTube上的《三一如三》片尾曲 -《Taste of Love》MV
- 豆瓣电影上《三一如三》的資料 （简体中文）

## 作品的變遷
| 香港 ViuTV 星期一至二 23:00－23:30 · 2016年8月8日 23:15－23:45                                           | 香港 ViuTV 星期一至二 23:00－23:30 · 2016年8月8日 23:15－23:45 | 香港 ViuTV 星期一至二 23:00－23:30 · 2016年8月8日 23:15－23:45 |
| --- | -------------------------------------------------------------- | -------------------------------------------------------------- |
| | 三一如三 （2016年7月25日－2017年1月31日）                      |                                                                |
| 綠豆前的我們 （2016年7月11日－2016年7月18日）                                                            | AKB戀工場 （2017年2月6日－2017年3月28日）                      |                                                                |
| 香港 ViuTV 星期一至五 14:30－15:00 · 2018年9月15日、10月1日及17日 14:15－14:45 · 2018年10月10日 暫停播映 |                                                                |                                                                |
| 瑪嘉烈與大衛系列 綠豆（重播） （2018年7月30日－2018年9月3日）                                            | 三一如三（重播） （2018年9月4日－2018年11月20日）              | 綠豆前的我們（重播） （2018年11月21日－2018年11月26日）        |
| 香港 ViuTV 星期二至六（星期一至五深夜）01:00－01:30 · 2022年10月7日及8日 暫停播映                        |                                                                |                                                                |
| 請融化我吧（重播） （第1－10集） （2022年7月19日－2022年7月30日）（01:00－02:00）                        | 三一如三（重播） （2022年8月2日－2022年10月20日）              | 午夜伴廊（重播） （2022年10月21日－2022年11月17日）            |